# Lindsey Morgan
Lindsey Marie Morgan (27 de fevereiro de 1990) é uma atriz americana. Ela é mais conhecida por seus papéis como Raven Reyes, na série de televisão The 100 e como Kristina Davis na soap opera General Hospital.

## Biografia
Lindsey nasceu na Geórgia, Estados Unidos, mas cresceu em Houston, Texas. Filha de George Morgan e Alice Burciaga, Morgan é de ascendência irlandesa e mexicana.

## Carreira
Lindsey começou sua carreira na faculdade, em seguida, partiu para Los Angeles para começar sua carreira de atriz. Não demorou muito para que chegasse as telas de Hollywood, conseguindo o papel principal no filme "disConnected", e um papel coadjuvante no filme "Detention".
Em 17 de abril de 2012, a TVLine anunciou que Morgan foi escalada para o papel de Kristina Davis na soap opera da ABC Family, General Hospital, tendo sua estréia em 25 de maio de 2012. No dia 25 de março de 2013, foi anunciado que Morgan havia oficialmente deixado seu papel como Kristina, que teve sua última aparição no dia 4 de Março de 2013.
Logo após ter deixado General Hospital, ela gravou uma web série chamada "Destroy the Alpha Gammas" fazendo uma participação especial. Também fez uma participação em "Franklin & Bash", uma sequência de comerciais, incluindo comerciais para a Samsung e para a Kmart, e uma produção para a Fox Digital chamada ETXR.
Em 2013, recebeu sua primeira indicação para Outstanding Younger Actress por sua atuação como Kristina em General Hospital.
No dia 20 de Agosto de 2013, foi anunciado que Morgan havia sido escalada como a personagem recorrente "Raven Reyes", uma engenheira, na série de drama e ficção científica da The CW, The 100. A personagem se tornou regular ao decorrer da série.

## Filmografia

### Cinema
| Ano  | Título         | Papel           | Notas |
| ---- | -------------- | --------------- | ----- |
| 2011 | Detention      | Alexis Spencer  |       |
| 2011 | DisCONNECTED   | Maria           |       |
| 2013 | Chastity Bites | Noemi           |       |
| 2014 | ETXR           | Florence        |       |
| 2017 | Beyond Skyline | Cpt. Rose       |       |
| 2018 | Lasso          | Kit             |       |
| 2018 | Summertime     | Debbie Espinoza |       |
| 2019 | Inside Game    | Stephanie       |       |
| 2020 | Skylines       | Cpt. Rose       |       |

### Televisão
| Ano         | Título                   | Papel           | Notas                                                    |
| ----------- | ------------------------ | --------------- | -------------------------------------------------------- |
| 2011        | B-Sides                  |                 | 1ª - episódio 11 "She's Too Good for Everyone"           |
| 2011        | Supah Ninjas             | Chantelle       | 1ª - episódio 12 "The Magnificent"                       |
| 2012        | The Chew                 | Ela Mesma       | Battle of the Iron Grandmas (2ª - 14)                    |
| 2012        | How I Met Your Mother    | Figurante       | 7ª - episódio 16 "The Drunk Train"                       |
| 2012        | Happy Endings            | Tracy           | 2ª - episódio 20 "Big White Lies"                        |
| 2012 - 2013 | General Hospital         | Kristina Davis  | 67 episódios                                             |
| 2013        | Franklin & Bash          | Jennifer        | 3ª - episódio 9 "Shoot to Thrill"                        |
| 2013        | Destroy the Alpha Gammas | Lauren          | Personagem Coadjuvante                                   |
| 2013        | The Flip Side            |                 | 1ª - episódio 7 "Resolutions", 2ª episódio 3 " Clubbing" |
| 2013        | Shark Bites              | Sorority Girl 3 | 1 episódio                                               |
| 2014        | American Latino TV       | Ela Mesma       | 12ª Episode 17                                           |
| 2014–2020   | The 100                  | Raven Reyes     | Papel principal                                          |
| 2016        | The Night Shift          | Kryztal         | Episódio: "The Way Back"                                 |
| 2021        | Walker                   | Micki           | Papel principal                                          |

### Curta-metragens
| Ano  | Título            | Papel   |
| ---- | ----------------- | ------- |
| 2013 | Facebook Stalking | Lindsey |
| 2014 | 5 Stages          | Aubrey  |

### Videoclipes
| Ano  | Título                       | Artista       | Notas        |
| ---- | ---------------------------- | ------------- | ------------ |
| 2011 | Boyfriend (feat. Snoop Dogg) | Big Time Rush | Participação |

## Prêmios e indicações
| Ano  | Premiação          | Nomeação         | Categoria                                     | Resultado |
| ---- | ------------------ | ---------------- | --------------------------------------------- | --------- |
| 2013 | Daytime Emmy Award | General Hospital | Outstanding Younger Actress in a Drama Series | Indicado  |